# 下吉田駅

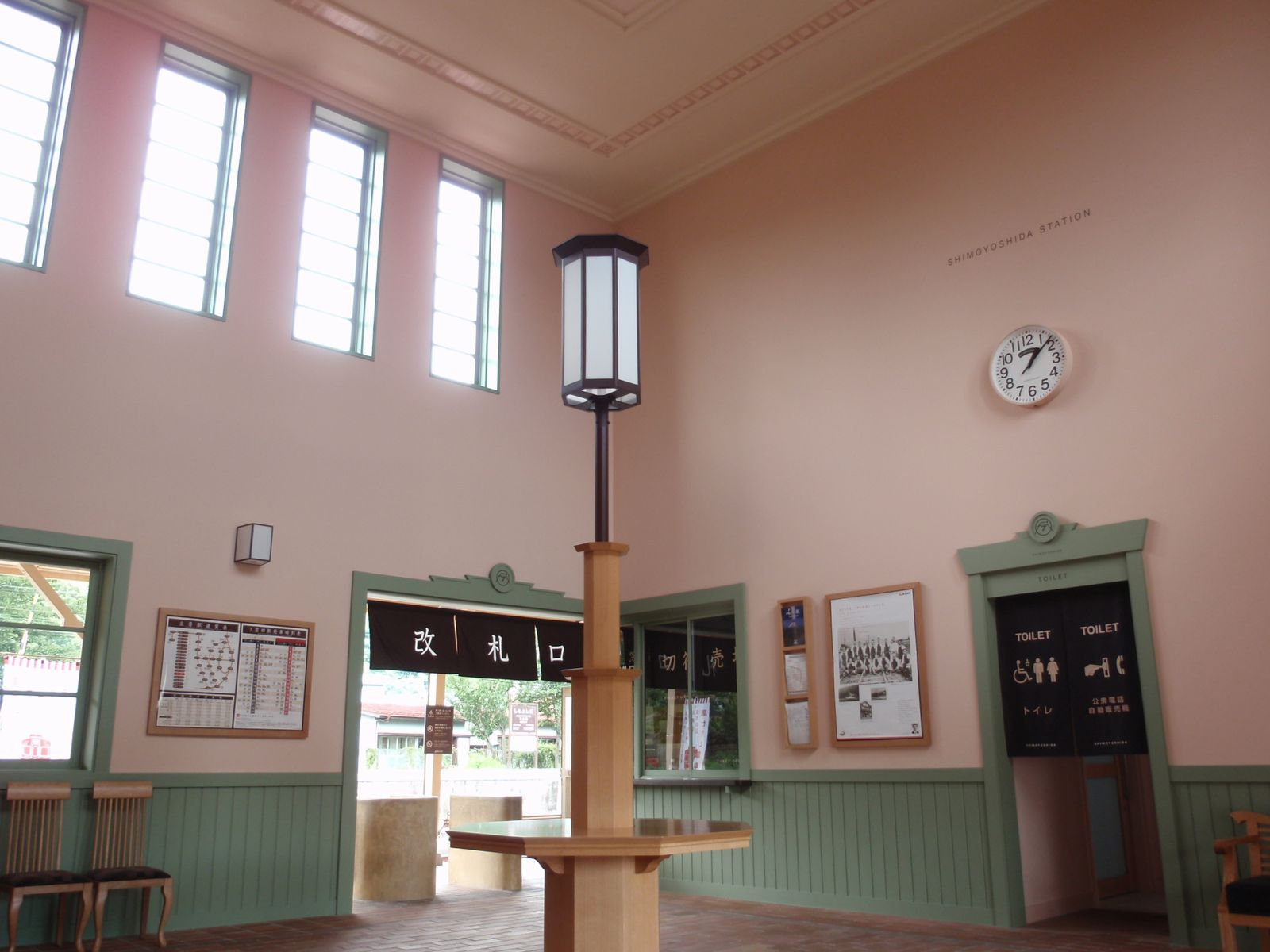
駅舎内（2009年8月）

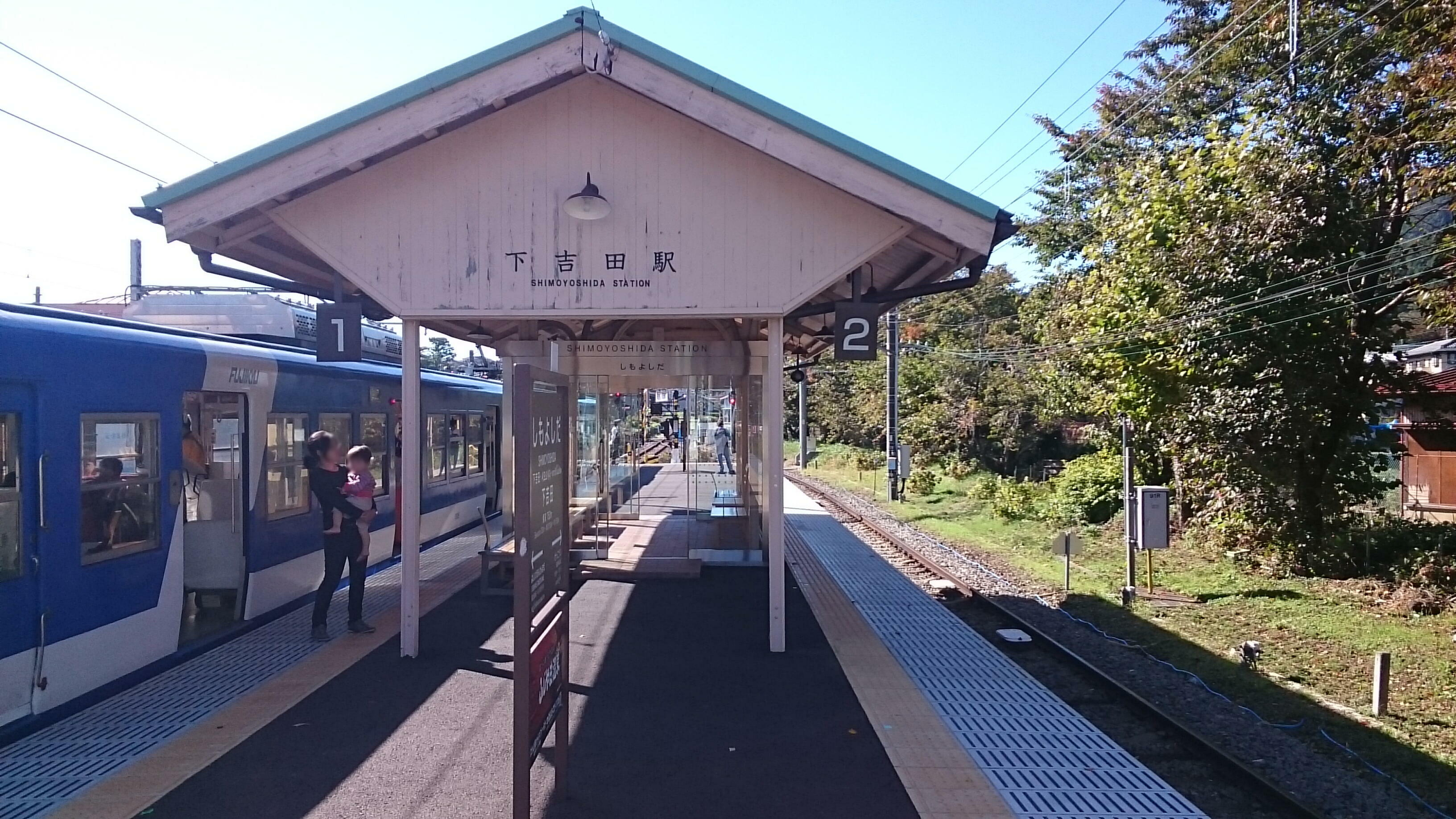
プラットホーム（2016年10月）

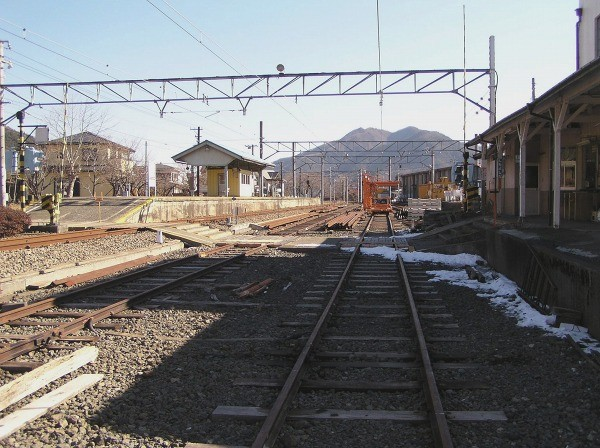
駅構内（2006年2月）

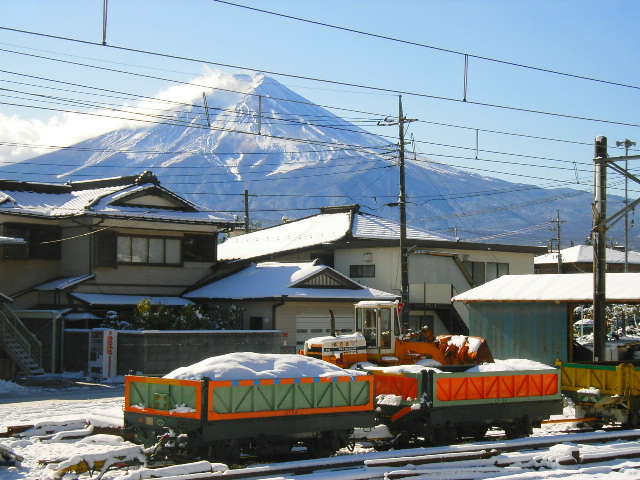
ホームから見る富士山（2004年12月）

下吉田駅（しもよしだえき）は、山梨県富士吉田市新町二丁目にある、富士山麓電気鉄道富士急行線の駅である。駅番号はFJ14。副駅名は「新倉山浅間公園」（あらくらやませんげんこうえん）。
特急列車を含む全ての列車が停車する。

## 歴史
- 1929年（昭和4年）6月19日：富士山麓電気鉄道の駅として開業。
- 1960年（昭和35年）5月30日：社名変更により富士急行の駅となる。
- 1978年（昭和53年）
  - 4月1日：貨物扱い廃止。
  - 8月：委託化。
- 2009年（平成21年）7月18日：工業デザイナー水戸岡鋭治のデザインによるリニューアル工事が完成。
- 2011年（平成23年）4月29日：「下吉田駅ブルートレインテラス」がオープン[2]。
- 2015年（平成27年）3月14日：ICカード「Suica」の利用が可能となる[3]。
- 2020年（令和2年）3月14日：ダイヤ改正により全特急停車駅となる[1][4]。副駅名「新倉山浅間公園（英: Chureito Pagoda）」を導入[1]。
- 2021年（令和3年）12月22日：列車接近メロディがロックバンド「フジファブリック」の「若者のすべて」「茜色の夕日」となる。メロディは実際の楽曲のものが流されている[5]。
- 2022年（令和4年）4月1日：富士急行の鉄道事業分割に伴い、富士山麓電気鉄道の駅となる[6]。

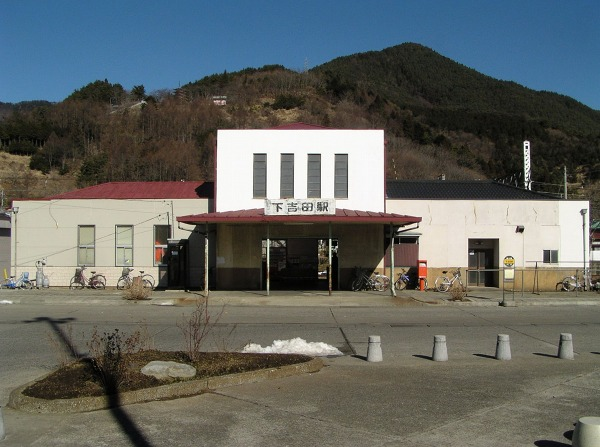
2006年2月頃の駅舎
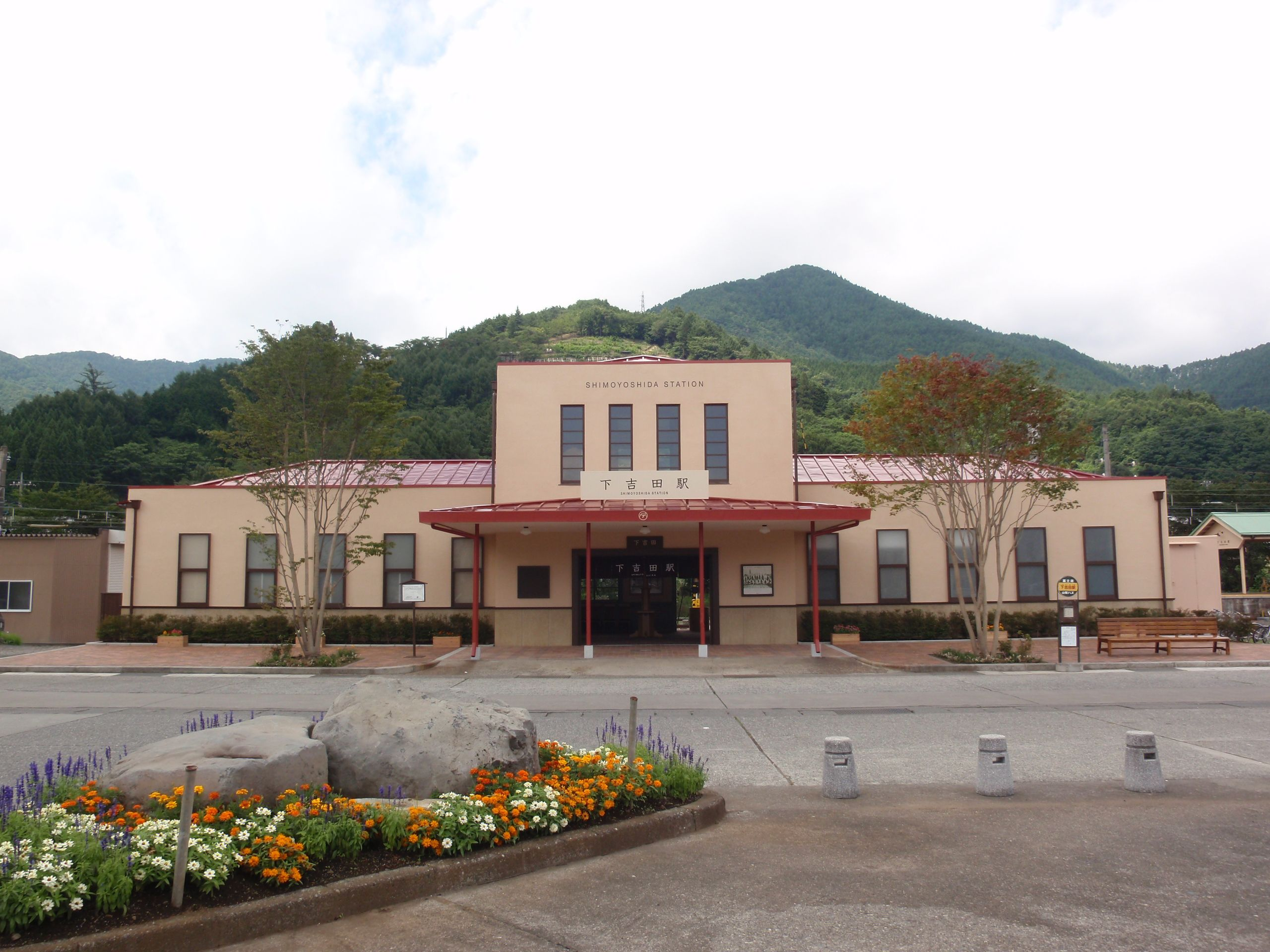
2009年8月頃の駅舎

## 駅構造
島式ホーム1面2線と側線2本を有する地上駅。駅舎とホームの間は構内踏切（電鈴式警音器を備える）を介して連絡している。
2009年にリニューアルされた駅舎はコンクリート平屋建てで、工業デザイナー水戸岡鋭治によるデザイン。待合所部分の天井は高く、明かり取りの窓も作られている。現地の案内看板によると、この駅舎は終戦当時の名古屋駅を模したものだという。駅舎の内部、旅客の立ち入ることのできる部分にはその他有人の窓口が設けられている。簡易Suica改札機、自動券売機やSuicaチャージ機が設置されている。かつては直営駅であったが1978年（昭和53年）から業務委託駅となっている。改札外にトイレがある。
2011年4月29日より、駅本屋の側線を利用した「下吉田ブルートレインテラス」が設けられ、保存車両の展示を行っている（後述）。また、併設されているコミュニティースペース「下吉田倶楽部」では観光コンシェルジュによる案内や、地元産の果物を使用したソフトドリンクなどの購入が可能となっている。
また、駅構内を利用して鉄道の日を記念し、毎年11月頃に「富士急電車まつり」が開催される。

### のりば
駅舎側から
| 番線 | 路線        | 方向 | 行先                                 | 備考        |
| ---- | ----------- | ---- | ------------------------------------ | ----------- |
| 1    | ■富士急行線 | 上り | 大月・東京・甲府方面                 | 一部は2番線 |
| 2    | ■富士急行線 | 下り | 富士山・富士急ハイランド・河口湖方面 |             |

- 行き違いがない場合は大月方面の列車でも1番線に入るほか、優等列車の待避のために河口湖方面の列車が2番線に入線することがある。かつては「富士登山電車」の一部列車が特急の通過待ちで長時間停車することを利用し、トイレ休憩や駅舎の見学を実施したことがあった。
- ホーム有効長は4両分であり、E257系5両編成による臨時「富士回遊」は後方1両のドアカットを行う。
- 2022年10月1日より、発着番線が1番線が大月行き、2番線が河口湖行き(一部列車を除く)と変更された。

### 下吉田ブルートレインテラス
以下の車両が保存されている。日中時間帯、線内有効の普通乗車券もしくは当駅入場券の所持者は園内に入場でき、車内見学が可能な車両もある。
- スハネフ14形寝台客車（スハネフ14 20） - 元JR東日本所属で、末期には寝台特急「北陸」に使用されていた。方向幕などを同形式を使用していた「富士」のものに差し替えて展示している。
- 2000系フジサン特急（クロ2001） - 2002年から2016年まで富士急行線内で「フジサン特急」に使用されていた車両の展望車両。車内はイベント時を除き非公開。
- 165系（クモハ169-27） - 上記2000系運行にあたり、部品取り車としてJR東日本より譲渡された車両。前頭部のみのカットボディで、湘南色に塗り替えられている。
- 5000形トーマスランド号（モハ5001） - 1975年から2019年まで富士急行線で運行されていた車両で、末期の「トーマスランド号」仕様の内外装のまま展示されている。
- 貨車（ワフ1、ト104、ワフ2） - いずれも富士急行線内で貨物輸送に使用されていた。ト104（無蓋車）は1929年製の自社発注車、ワフ1・ワフ2（緩急車）は南海電気鉄道からの譲渡車である。かつては緩急車の内部を見学可能であったが、5000形展示後は非公開となっている。

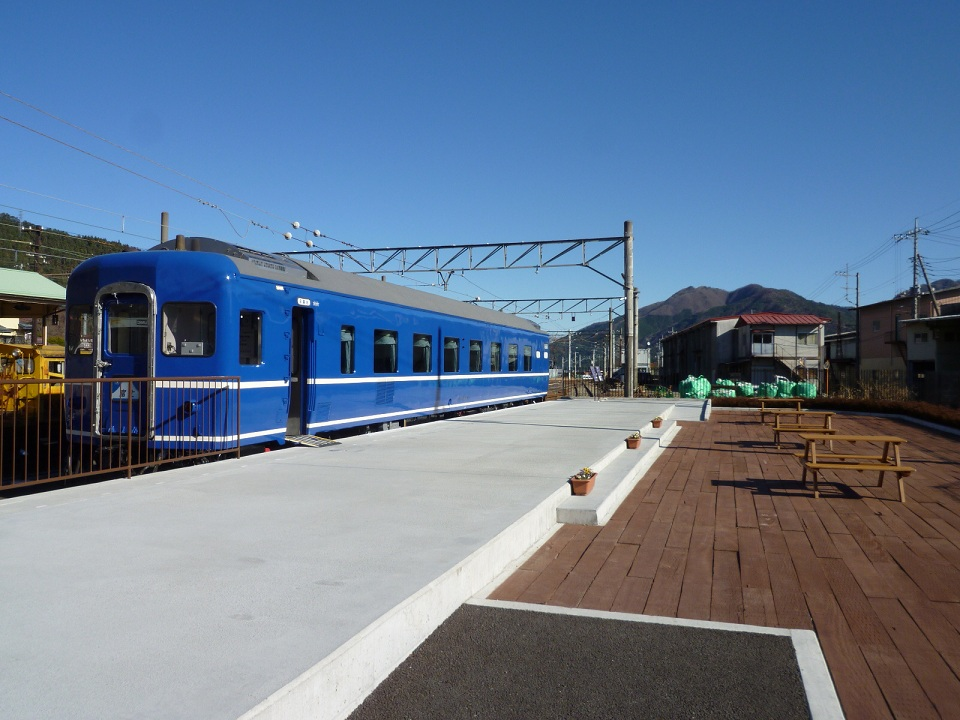
スハネフ14 20と休憩スペース （2011年12月）
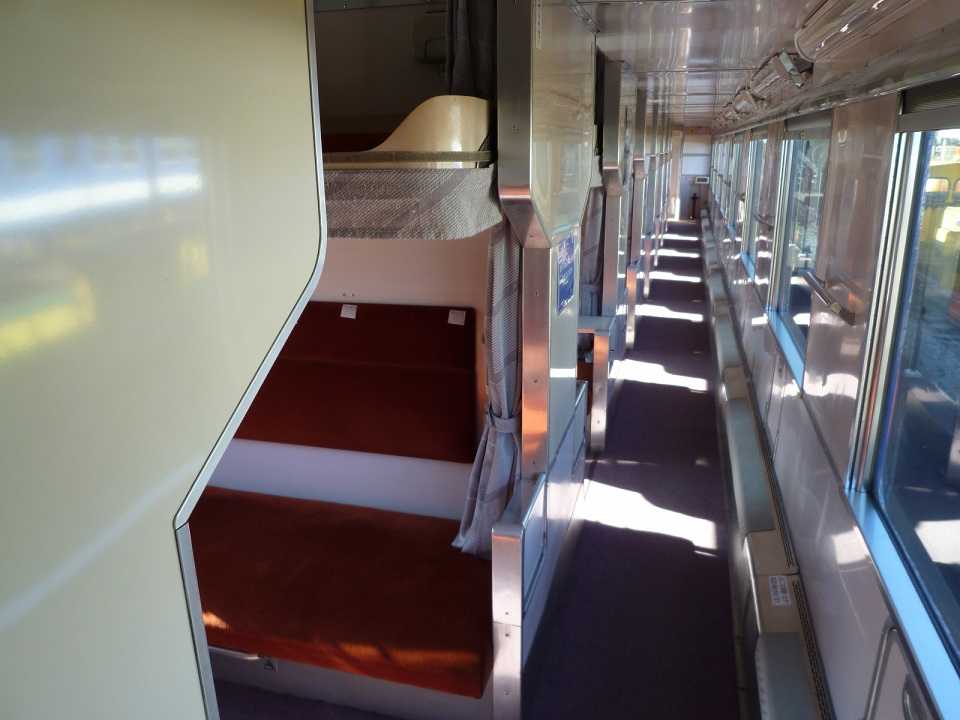
客車内 （2011年12月）
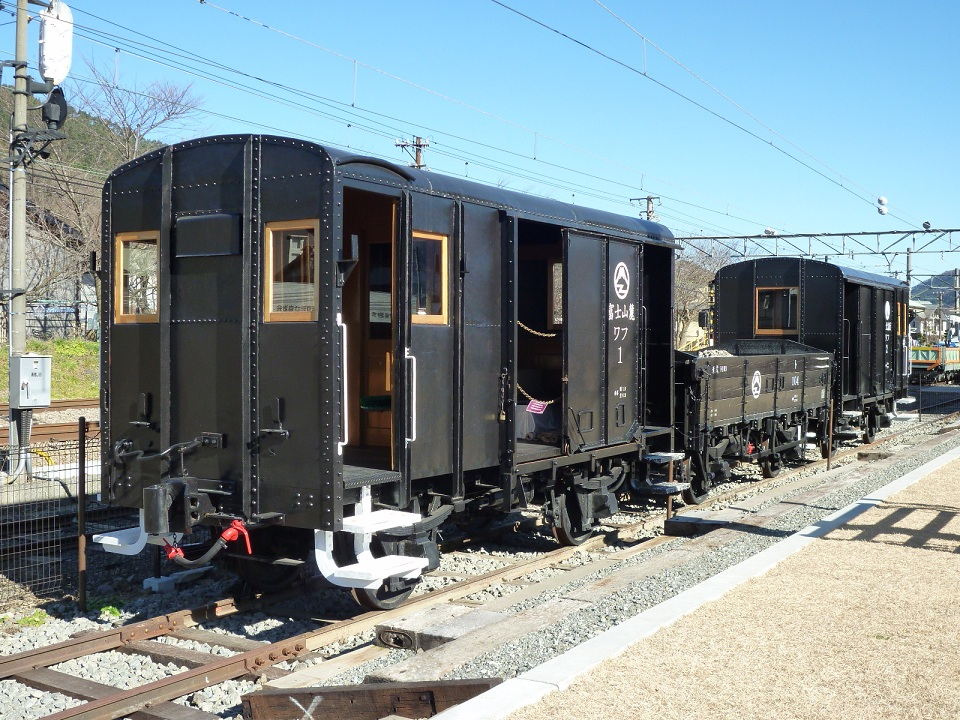
手前からワフ1、ト104、ワフ2 （2011年12月）

## 利用状況
2021年度（令和3年度）の1日平均乗降人員は236人である。
近年の年間乗車人員、乗降人員の推移は以下のとおり。
| 年度   | 年間 乗車人員 | 年間 乗降人員 | 1日平均 乗降人員 |
| ------ | ------------- | ------------- | ---------------- |
| 2002年 | 41,923        | 80,071        |                  |
| 2003年 | 38,221        | 73,635        |                  |
| 2004年 | 37,338        | 74,220        |                  |
| 2005年 | 38,957        | 77,274        |                  |
| 2006年 | 40,210        | 78,647        |                  |
| 2007年 | 41,894        | 81,156        |                  |
| 2008年 | 40,284        | 79,512        |                  |
| 2009年 | 39,987        | 80,661        |                  |
| 2010年 | 41,411        | 80,246        |                  |
| 2011年 | 43,819        | 93,962        | 257              |
| 2012年 | 43,702        | 86,824        | 238              |
| 2013年 | 50,652        | 101,061       | 277              |
| 2014年 | 53,023        | 108,694       | 293              |
| 2015年 | 63,515        | 129,114       | 353              |
| 2016年 | 74,473        | 155,849       | 427              |
| 2017年 | 87,820        | 181,744       | 497              |
| 2018年 | 112,816       | 230,913       | 633              |
| 2019年 | 138,152       | 280,391       | 766              |
| 2020年 | 32,886        | 66,850        | 183              |
| 2021年 | 42,762        | 85,979        | 236              |

## 駅周辺
駅の南がすぐ吉田の市街地となっていて、周辺は戦前から続く、古い住宅街になっている。改札口から真っ直ぐに商店街があるにはあるが、シャッター通りとなり、現在はほとんど機能していない。不定期で「街がミュージアム」と題されたイベントがあり、若手芸術家等が空家一軒を装飾している。見物料は無料。駅前に高い建物がないので、ホームからは富士山が良く見える。新倉山浅間公園に建つ忠霊塔（五重塔）と富士山の風景が外国人の間で人気となり、その最寄り駅として外国人の利用が増えている。
- 富士吉田市立下吉田第一小学校
- 冨士山下宮小室浅間神社[注 1]
- 新倉富士浅間神社
- 新倉山浅間公園
- 吉田本町郵便局
- 国道139号
- 中央自動車道 富士吉田バスストップ
- オギノ 富士吉田店

### バス路線
「下吉田駅」停留所にて、富士吉田市内を循環する富士急バスの路線バス（タウンスニーカー）が発着する。また、当駅から徒歩10分のところに中央自動車道の富士吉田バスストップ（中央道下吉田）があり、高速バスが発着する。
- 中央循環（右回り）：市役所前・市立病院・富士山駅方面
- 中央循環（左回り）：富士山駅方面

## その他
- 1979年放送のドラマ『Gメン'75』 第218話「梟の森 みな殺しの夜」では、エンディングシーンに当駅プラットホームが使われた。
- 2006年公開の映画『ピーナッツ』では当駅がロケ地として使われた。
- 2013年放送のドラマ『最終特快』では当駅がロケ地として使われた。
- 2015年放送の土曜ドラマ『ど根性ガエル』のロケ地として使われた。
- 2016年放送のドラマ『美しき三つの嘘』のロケ地として使われた。

## 隣の駅
富士山麓電気鉄道
■富士急行線
- ■特急「富士回遊」「フジサン特急」「富士山ビュー特急」停車駅

■普通（JR中央線内で中央特快・通勤快速・快速となる列車を含む）
葭池温泉前駅 (FJ13) - 下吉田駅 (FJ14) - 月江寺駅 (FJ15)